# Ферв'ю (округ Дачесс, Нью-Йорк)
Ферв'ю (англ. Fairview) — переписна місцевість (CDP) в США, в окрузі Дачесс штату Нью-Йорк. Населення — 5475 осіб (2020).

## Географія
Ферв'ю розташований за координатами 41°43′56″ пн. ш. 73°54′45″ зх. д. / 41.73222° пн. ш. 73.91250° зх. д. (41.732111, -73.912391).  За даними Бюро перепису населення США в 2010 році переписна місцевість мала площу 9,20 км², з яких 9,01 км² — суходіл та 0,20 км² — водойми.

## Демографія
Згідно з переписом 2010 року, у селищі мешкало 5515 осіб у 1866 домогосподарствах у складі 1143 родин. Густота населення становила 599 осіб/км².  Було 1994 помешкання (217/км²).
Расовий склад населення:
| - 76,8 % — білих - 12,8 % — чорних або афроамериканців - 3,4 % — азіатів - 0,1 % — корінних американців - 3,7 % — осіб інших рас |

До двох чи більше рас належало 3,2 %. Частка іспаномовних становила 8,6 % від усіх жителів.
За віковим діапазоном населення розподілялося таким чином: 20,6 % — особи молодші 18 років, 68,8 % — особи у віці 18—64 років, 10,6 % — особи у віці 65 років та старші. Медіана віку мешканця становила 35,1 року. На 100 осіб жіночої статі у селищі припадало 102,4 чоловіків;  на 100 жінок у віці від 18 років та старших — 100,2 чоловіків також старших 18 років.
Середній дохід на одне домашнє господарство  становив 74 001 долар США (медіана — 69 485), а середній дохід на одну сім'ю — 83 603 долари (медіана — 88 355). Медіана доходів становила 52 377 доларів для чоловіків та 40 280 доларів для жінок. За межею бідності перебувало 19,2 % осіб, у тому числі 18,0 % дітей у віці до 18 років та 8,3 % осіб у віці 65 років та старших.
Цивільне працевлаштоване населення становило 2889 осіб. Основні галузі зайнятості: освіта, охорона здоров'я та соціальна допомога — 38,1 %, роздрібна торгівля — 10,6 %, мистецтво, розваги та відпочинок — 9,4 %, науковці, спеціалісти, менеджери — 9,2 %.